# أرنولد فرايبيرج
أرنولد فرايبيرج (بالإنجليزية: Arnold Friberg)‏ هو رسام أمريكي، ولد في 21 ديسمبر 1913 في وينتكا في الولايات المتحدة، وتوفي في 1 يوليو 2010 في مدينة سولت ليك في الولايات المتحدة.

## وصلات خارجية
- أرنولد فرايبيرج على موقع IMDb (الإنجليزية)